# Edoardo Montaina
Edoardo Montaina (La Spezia, 2 febbraio 1954) è un fotografo italiano.
Tra i più rappresentativi esponenti di fotografia d'arte e industriale ha realizzato archivi d'autore e progetti per imprese italiane ed estere, tra cui: Ford, Fiat, Lottomatica, Telecom, Ansaldo STS, Enel, Leonardo-Finmeccanica, Fincantieri, Magneti Marelli, Metro 5, Poste Italiane. Ha insegnato in qualità di docente ai seminari sulla creatività e la fotografia industriale organizzati dalla FEP Federazione Europea dei Fotografi.
La sua arte fotografica, citata per l'originalità dei percorsi di ricerca e per l'eccellenza dei risultati, è riconosciuta e attestata da numerose pubblicazioni nel campo delle arti creative e della visual culture contemporanea. All'attività professionale affianca da sempre un personale percorso artistico.

## Biografia
Nato a La Spezia il 2 febbraio 1954, nella metà degli anni Sessanta si trasferisce con la famiglia a Roma, dove compie studi classici e giuridici ed è iniziato all'arte della fotografia da uno zio fotografo. A ventisette anni lascia l'impiego presso un istituto di credito per seguire la passione per la fotografia e farne la propria professione. Tra i primissimi lavori pubblicati da riviste di settore: l'esplorazione dell'estetica celata nelle qualità materiche di vetro, celluloide, fuoco e texture vegetali attraverso un uso inedito della tecnica dello still life; fotografie misteriose dove “la materia di base scompare e la composizione finisce per diventare evocativa e affascinante di per sé” (Il Fotografo, Anno VI, n.58 feb. 1982, Mondadori). In questa prima fase, il suo approccio ai paesaggi della natura si contraddistingue per “elaborazioni sofisticate e affascinanti dove la realtà viene interpretata lasciandosi trasportare da visioni quasi oniriche: ecco che i filtri, i sandwich o le doppie esposizioni regnano sovrane” (Marco Bastianelli, Reflex, Anno XI, n.129, dic. 1990. Ed. Reflex). Nel 1984 apre il proprio studio di fotografia dividendosi inizialmente tra fotografia naturalistica e industriale. Ma l'interesse di Montaina per il mondo del lavoro, l'attenzione riposta nel documentare le fasi del fare e del produrre contemporaneo si rivela ben presto il focus principale della sua attività. Agli inizi degli anni Novanta firma servizi e reportage sugli impianti produttivi per Ilva, Enea, Selenia Spazio e Alitalia pubblicati su annual report, campagne informative e pubblicitarie. Sono “immagini ad effetto: allusive, più che descrittive, da cui traspare l'amore per il fotografo per la sperimentazione, per la ricerca di vie sempre diverse” (Photo Italia, Anno XVI, n. 178, apr. 1990, Publimedia Editrice). Alla cifra stilistica di Montaina è riconosciuta, fin dagli esordi, la capacità di non ripiegare in “facili rappresentazioni trionfalistiche e autocelebrative in auge fino a qualche anno fa, ma nella volontà di rappresentare la professionalità, l'efficienza e il dialogo con il territorio delle imprese” (Il fotografo professionista, Anno XXXVII, n.36, dic.1992, Kodak edizioni).
Nella sua carriera, se da una parte ha portato avanti il discorso sulla sperimentazione fotografica utilizzando il colore come elemento di partenza, allo stesso tempo, i continui rimandi alla composizione grafica e alla gestalt conducono a uno stile personalissimo che riunisce simultaneamente più anime e diversi livelli di lettura. (Professionisti dell'immagine, Anno V, n.43, lug. 1991, Ed. Reflex).
La visione creativa di Edoardo Montaina è forse espressa al meglio dai libri fotografici di grande formato attraverso i quali ha interpretato alcune delle più importanti realtà artistiche italiane. Tra questi: “I fori Imperiali ”; “Galleria Borghese”; “Scuderie Papali”. Incaricato dalla Presidenza della Repubblica Italiana di curare e interpretare l'immagine del Palazzo del Quirinale nel volume fotografico Invito al Quirinale.
The delicate hints of our life (2012) è la serie concepita per rintracciare i segni sottili che l'homo faber contemporaneo lascia sul terreno delle proprie creazioni, un corpo di opere protagoniste della mostra personale presso la Lourdes Sosa Galeria (26 maggio-15 luglio 2012) di Città del Messico e di un evento multimediale nella cornice ottocentesta del Teatro Magnagni di Fidenza, seguito nel 2013 dall'installazione audiovisiva presso il Museo MAXXI di Roma e dall'exhibition presso l'ICC di Copenaghen Archiviato il 29 maggio 2015 in Internet Archive..
Montaina ferma i gesti consueti di uomini al lavoro, ma il centro dell'opera non sono le persone né il loro produrre. Il cuore è nel passaggio. Che cosa c'è fra un movimento e il senso che gli diamo, il valore che gli attribuiamo? Non diamo peso a gesti ripetitivi, spesso crediamo che la nostra vita sia vuota. L'ambizioso obiettivo di Montaina è mostrare, prima che dimostrare, quanto farci sfuggire la vita sia irreale (Anna Fiorino, Il Tempo 1º marzo 2013)
Quest'ultima produzione conferma il valore e l'originalità della visione artistica di un autore le cui opere continuano a parlare allo spettatore attraverso la speciale abilità di cogliere un particolare per portarlo fuori dal contesto e dal tempo (La Repubblica –17 ottobre 2012). Ogni fotografia di Edoardo Montaina narra una storia. Una storia emozionante in cui le notizie sono soltanto suggerite, sussurrate nell'orecchio.
Nel maggio 2015, si è tenuta a Pechino nella cornice di Parkview Green, la più prestigiosa che la capitale cinese offra all'arte moderna e contemporanea, la mostra The art of two contemporary masters. Edoardo Montaina interprets Roberto Capucci. La relazione tra arte della fotografia e alta moda diventa affinità elettiva: il dialogo sottile e sensibile tra due grandi espressioni del genio italico è stato sapientemente allestito oltre confine negli spazi dell'atelier Ne Tiger, leggendario brand cinese di Haute Couture. Il risultato è una preziosa serie di opere fotografiche dall'assoluta autonomia espressiva e dal forte impatto emotivo; "fiammate di colore sprigionate da splendori rinascimentali e armonie barocche rivisitate con lo sguardo di una guizzante moderna astrazione che hanno conquistato la Cina (Il Messaggero - 18 maggio 2015).
Nel novembre 2015 si è tenuta a Pechino, presso il BEC Beijing Exhibition Center, la mostra antologica Edoardo Montaina. Vision of beauty; sue opere fanno stabilmente parte del corpo espositivo del Museo internazionale di arte contemporanea Yihaodi International Artbase.
Le fotografie di Montaina che raccontano la costruzione del Nuovo Canale di Panama sono raccolte nel volume The New Panama Canal. A journey between two oceans (Rizzoli, New York 2017) e sono state esposte alla Triennale di Milano in occasione della mostra celebrativa del Gruppo Salini Impregilo Beyond. Delivering the future for the past.
In "Ferrerità" (2018), libro fotografico d'autore realizzato in esclusiva per Ferrero (azienda), Montaina ha restituito attraverso il linguaggio delle immagini l'universo di valori che il brand custodisce e diffonde con successo in tutto il mondo.
In occasione della mostra Canova | Thorvaldsen. La nascita della scultura moderna (25 ottobre 2019 - 15 marzo 2020) allestita a Milano presso le Gallerie d'Italia, Edoardo Montaina ha realizzato per Intesa Sanpaolo un emozionante racconto per immagini, esaltando il dialogo tra i capolavori neoclassici di Antonio Canova e Bertel Thorvaldsen.
Nel 2022, dopo due anni di paziente e attento lavoro, il Dipartimento Corporate Identity and Communication di Webuild pubblica il libro: “Building Sights. A Journey Through Contemporary Infrastructure”, con le fotografie di Edoardo Montaina che offre un accesso privilegiato ai “lavori in corso” che avvengono negli spazi protetti dei cantieri del prestigioso gruppo italiano Webuild. Usando diverse tipologie di fotografia (antropologica, architettonica, naturalistica, astratta, industriale e sperimentale) Montaina “distilla” i significati reconditi relativi alla vita nei cantieri e coglie il senso profondo del lavoro umano, raggiungendo una posizione di spicco nello storytelling visivo relativo alle costruzioni https://buildingsights.webuildgroup.com.

## Opere
- La Galleria Borghese: volume fotografico a colori, pp. 600, (Coll. “Luce per l'Arte”), Progetti Museali Editore, Roma 1994.
- I Fori Imperiali: volume fotografico a colori, pp. 400 (Coll. “Luce per l'Arte”), Progetti Museali Editore, Roma 1996).
- Roberto Capucci al Teatro Farnese di Parma: volume fotografico a colori, pp. 180, Progetti Museali Editore, Roma 1998. ISBN 88-86512-51-1
- Le Scuderie Papali: cofanetto di 30 stampe fotografiche in b/n firmate dall'Autore, edizione a tiratura limitata, pubblicato in esclusiva per il Ministero per i beni e le attività culturali (Roma, Giubileo 2000)
- E luce fu...: volume fotografico a colori, pp. 204 (Coll. “Energia per la Cultura”), Baldini e Castoldi, 2003.
- Invito al Quirinale, pubblicato sotto l'Alto Patronato del Presidente della Repubblica Italiana, volume fotografico a colori, pp. 225 (Coll.“Omaggi”), Mondadori, Milano 2005. ISBN 88-04-50585-0
- Cavour: cofanetto di 15 stampe fotografiche a colori firmate dall'Autore (serie dedicata all'omonima portaerei realizzata da Fincantieri), edizione a tiratura limitata, Fonte Grafica, Milano 2007.
- The delicate hints of our life: catalogo ufficiale dell'omonima mostra, volume fotografico in edizione di pregio, pp. 100, Fonte Grafica, Milano 2011.
- Blu: volume fotografico a colori, dedicato alle operazioni nautiche della Guardia di Finanza (di prossima pubblicazione).
- Serene: volume fotografico a colori a tiratura limitata, dedicato al primo megayacht progettato e realizzato in Italia da Fincantieri (di prossima pubblicazione).
- The New Panama Canal. A journey between two oceans, libro fotografico a colori, testi di Rosa Maria Britton, fotografie di Edoardo Montaina (Rizzoli New York 2017).
- Ferrerità: volume fotografico per Ferrero, design and editorial management Pubbliregia House Agency - Ferrero, Rubbettino Print, 2018.
- Building Sights. A Journey Through Contemporary Infrastructure per Webuild (ed. ing. 255 pagg. a colori), Rizzoli 2022 (edizione digitale https://buildingsights.webuildgroup.com)

## Mostre recenti
- Edoardo Montaina, Museo delle arti e tradizioni popolari dell’Eur (Roma, 2007)
- The delicate hints of our life,  Lourdes Sosa Galeria (Mexico City, 2012)
- The delicate hints of our life, Teatro Girolamo Magnani (Fidenza, 2012)
- The delicate hints of our life, MAXXI – National Museum of the 21st Century Arts (Roma, 1 marzo 2013)
- L'arte della fotografia industriale, Palazzo Ducale (Genova, 2013)
- The delicate hints of our life, IIC Archiviato il 26 gennaio 2007 in Internet Archive. (Copenaghen, 2013)
- The art of two contemporary masters. Edoardo Montaina interprets Roberto Capucci, Parview Green (Pechino, maggio 2015)
- Edoardo Montaina. Vision of beauty, BEC Beijing Exhibition Center (Pechino, novembre 2015)